# Martin Vogeno
Hubert Martin Joseph Vogeno (* 13. Mai 1821 in Aachen; † 19. Oktober 1888 ebenda) war ein deutscher Goldschmied für Sakrale Kunst sowie Restaurator.

## Leben und Wirken
Der Sohn des selbstständigen Goldschmiedes Johann Heinrich Vogeno (1793–1865) und der Anna Maria Schiffers († nach 1870) erlernte ebenfalls das Handwerk des Goldschmiedes. Spätestens ab 1854 ließ er sich mit einer eigenen Werkstatt in der Aachener Harskampstraße nieder, in die 1858 der Goldschmied Everhard Bescko als Geschäftspartner mit einstieg. Doch bereits zwei Jahre später beendete Vogeno das Arbeitsverhältnis und übertrug Bescko die Werkstatt, in der dann drei Jahre später der noch junge Goldschmied August Witte seine Arbeit aufnahm. Vogeno selbst übernahm im Jahr 1860 die Werkstatt seines Vaters in der Aachener Hochstraße, die dieser ihm aus Alters- und Gesundheitsgründen übertragen hatte. 1865 wurde er vom Domkapitel als Nachfolger des im gleichen Jahr verstorbenen Besckos zum Stiftsgoldschmied ernannt. Vogeno leitete die Werkstatt bis zu seinem Tode im Jahr 1888, danach wurde sie von seiner Ehefrau Carolina Friederica Elisabeth Schüttler (1824–1903) bis zu deren Tod weitergeführt und schließlich an den Sohn Franz (* 1864 oder * 1868) übertragen. Franz Vogeno konnte sich jedoch nicht gegen die dominierende Konkurrenz des international erfolgreichen Stiftgoldschmiedes Bernhard Witte durchsetzen und beschränkte sich daraufhin überwiegend auf reine Juwelierarbeiten.
Martin Vogeno selbst schuf zahlreiche bedeutende Werke in neogotischen und neoromanischen Formen. Ebenso wie seine in Aachen tätigen Goldschmiede-Kollegen Reinhold Vasters und August Witte wurde er von dem Kanonikus und Kunsthistoriker Franz Bock durch Vermittlung von Aufträgen maßgeblich gefördert. Regelmäßig war Vogeno auf verschiedenen Fachausstellungen vertreten, wo oftmals Werke von ihm mit Preisen ausgezeichnet wurden. Darüber hinaus erwarb er sich einen ausgezeichneten Ruf in der „Kunst der Stilnachahmung“, weshalb er auch mit zahlreichen Restaurierungsaufträgen betraut wurde, unter anderem mit mehreren Exponaten der Aachener Domschatzkammer und mit einem kostbaren Halbfigurenreliquiar der Abteikirche St. Cyriakus im elsässischen Altorf. Über 130 von Vogeno signierte Werke sind derzeit überliefert und dokumentiert und befinden sich in Kirchen und Schatzkammern im ganzen Rheinland und im benachbarten Ausland.

## Ausstellungen (Auswahl)
- 1852: Mittelalterliche Kunstausstellung Krefeld
- 1854: Trierer Kunstausstellung; Gewinn einer Medaille für seinen Wiener Ziborium
- 1862: Ausstellung von „neuern Meisterwerken mittelalterlicher Kunst“ Aachen; vertreten mit 30 Exemplaren[1]
- 1864: Kunstausstellung Mechelen; 1. Platz für ein Ziborium
- 1869: Aachener Gewerbeausstellung
- 1881: Düsseldorfer Kunstausstellung; Gewinn der bronzenen Kunstmedaille

## Werke (Auswahl)

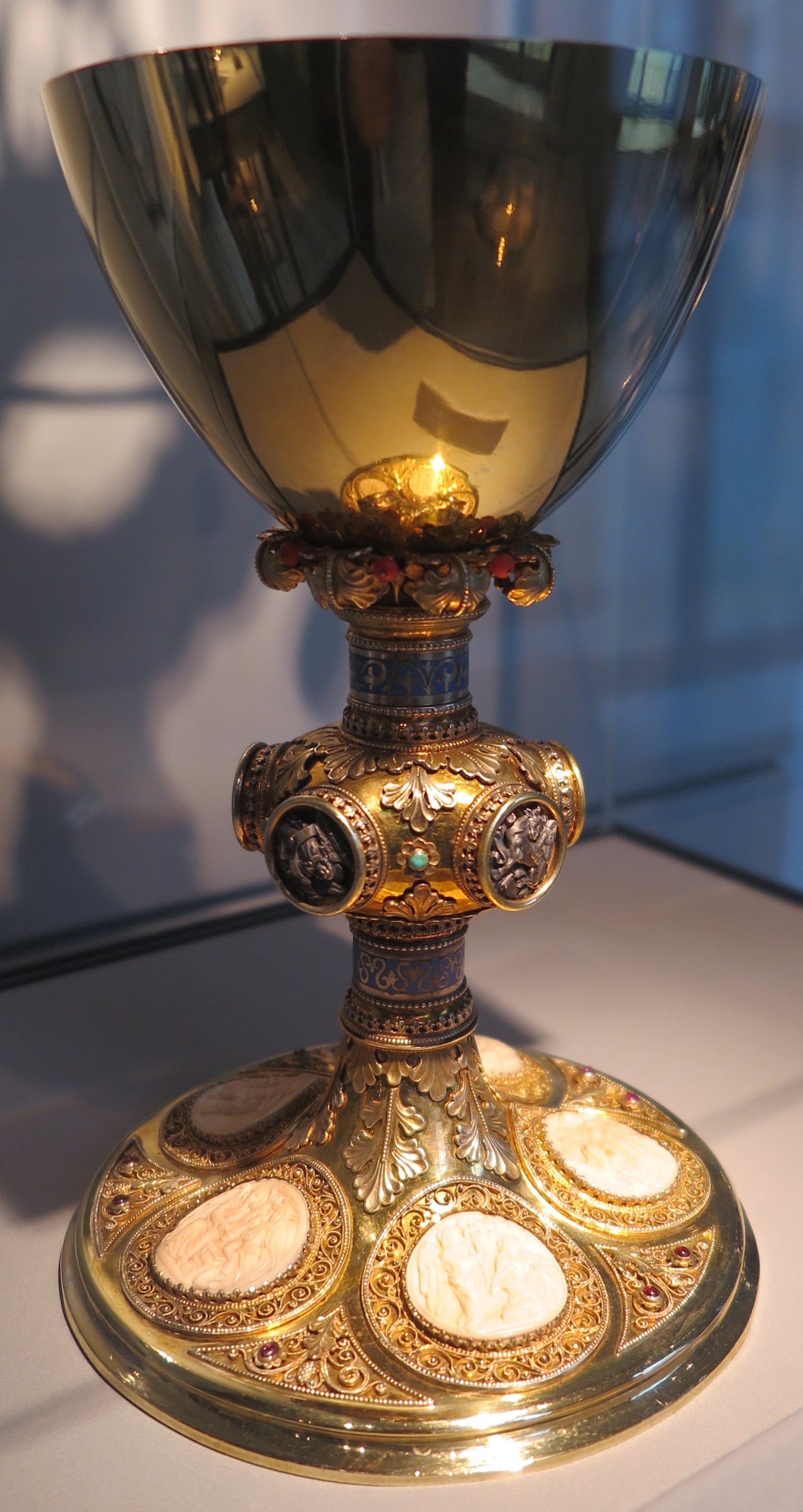
Neuromanischer Messkelch in St. Johann, Burtscheid

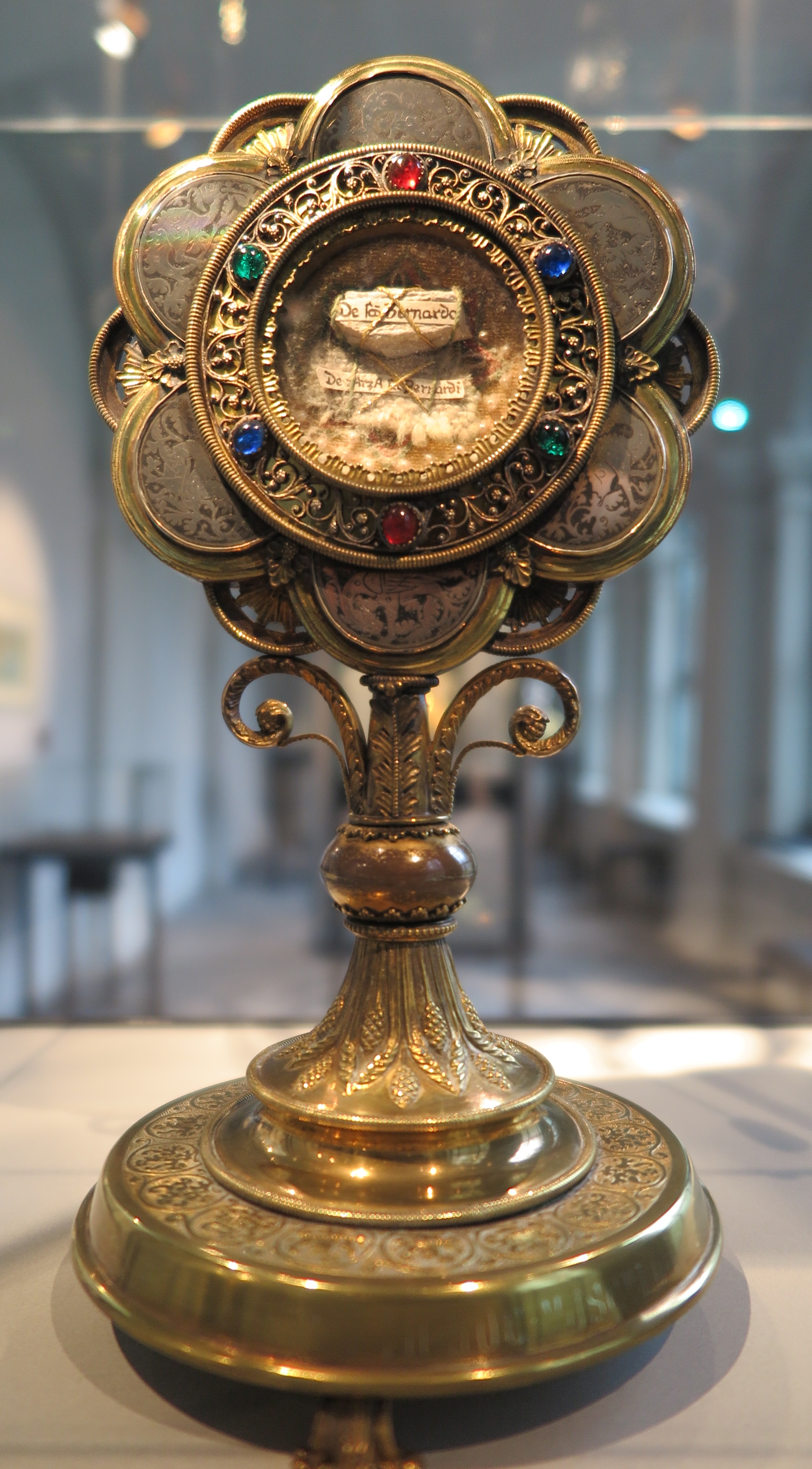
Bernardus-Reliquiar, St. Johann, Burtscheid

- Kelche, Ziborien, Weihrauchgefäße, Kelchlöffel, Patene, Messkännchen und Chrismatorien unter anderem für[2]:
  - St. Adalbert, Aachener Dom, Aachener Domschatzkammer, St. Foillan, St. Jakob, St. Peter, alle in Aachen, St. Nikolaus in Eupen, St. Pankratius in Floisdorf, St. Rochus in Hauset, Hl. Kreuz in Keyenberg, St. Kastor[3] in Koblenz, Kathedrale Ss Pierre, Paul et Quirin in Malmedy, Abtei Rolduc, Trierer Dom[4]  und viele mehr
- Monstranzen, unter anderem für:
  - St. Adalbert (1865), St. Foillan (1870), St. Jakob, St. Marien (1878), St. Peter, Theresienkirche, alle in Aachen, St. Remigius in Bergheim (1866), St. Lambert in Boirs (1872), Eglise Notre Dame de la Visitation in Grivegnée, St. Simon und Judas Thaddäus in Otzenrath (1883), Redemptoristenkloster Wittem (1885)
- Vortrage- und Altarkreuze, unter anderem für:
  - Aachener Dom, St. Foillan, St. Martini in Emmerich (1884), St. Laurentius in Gressenich
- Reliquiare, darunter:
  - Ostensorium für Karl den Großen und Papst Leo III. Domschatzkammer Aachen (1863)
  - Bernardus-Reliquiar in St. Johann, Burtscheid, (1865)
  - Reliquiar der Hl. Katharina und andere, Domschatzkammer Aachen (1866)
  - Ostensorium der hl Apostel, Domschatzkammer Aachen (1867)
  - Donatus-Reliquar für St. Donatus in Aachen-Brand
  - Martins-Reliquiar für St. Martinus in Derichsweiler (1866)
- Restaurierungen, darunter
  - Vortragekreuz mit Corpus aus dem 13. Jh. (1862)
  - Elfenbeinsitula am Ambo Heinrichs II. (1863)
  - Wappentruhe Richard von Cornwall (1864)
  - Krone der Margarethe von York (1865)
  - Laurentiusbüste St. Johann, Burtscheid (1867)
  - Silberner Buchdeckel Domschatzkammer Aachen (1870)
  - Cyriacusbüste für die Abteikirche St. Cyriakus im elsässischen Altorf (1883/1884)